# المجتمع الإسباني بعد الانتقال إلى الديمقراطية
بعد استعادة الديمقراطية في أواخر سبعينيات القرن الماضي، كانت التغييرات في الحياة الإسبانية اليومية جذرية تمامًا كالتحول السياسي، وهي تُعرف باسم لا موبيدا (الحركة). كانت هذه التغييرات بارزة أكثر عندما تُقارن بالقيم والممارسات الاجتماعية التي كانت سائدة في المجتمع الإسباني خلال النظام الفرانكوي، بالأخص في أثناء الأربعينيات وأوائل الخمسينيات. في جوهر الأمر، حُدِّثت القيم والتوجهات الاجتماعية الإسبانية بنفس الوتيرة، وبنفس الدرجة، مثل الهيكل الطبقي للدولة والمؤسسات الاقتصادية والإطار السياسي.
تحت حكم فرانثيسكو فرانكو، كانت القيم الاجتماعية الإسبانية المهيمنة محافظة بشدة. فرضت كل من القوانين العامة ولوائح الكنيسة مجموعة من الهياكل الاجتماعية التي تهدف إلى الحفاظ على الدور التقليدي للأسرة، والعلاقات البعيدة والرسمية بين الجنسين، والضوابط على التعبير في الصحافة والسينما ووسائل الإعلام، وعلى العديد من المؤسسات الاجتماعية الهامة الأخرى أيضًا. بحلول الستينيات من القرن الماضي، كانت القيم الاجتماعية تتغير بشكل أسرع من القانون، ما تسبب بصورة حتمية في نشأة توتر بين المدونات القانونية والواقع. حتى الكنيسة بدأت في الابتعاد عن مواقفها الأكثر محافظة في الجزء الأخير من العقد. استجابت الحكومة لهذه التغييرات على نحو متقطع عبر بعض التعيينات الوزارية الجديدة وبقيود أخف نوعًا ما على وسائل الإعلام. على الرغم من ذلك، أسفل هذه التغييرات السطحية، كان المجتمع الإسباني يشهد تغييرات عنيفة، فأصبح شعبه على اتصال أكبر بالعالم الخارجي. إلى حد ما، كانت هذه التغييرات بسبب الهجرة الريفية التي اقتلعت مئات الآلاف من الإسبان ووضعتهم في بيئات اجتماعية حضرية جديدة. لكن كان هناك سببان مهمان آخران أيضًا في الستينيات وأوائل السبعينيات: تدفُّق السياح الأوروبيين إلى «إسبانيا المشمسة» وهجرة عمال إسبانيا إلى وظائف في فرنسا وسويسرا وألمانيا الغربية.

## موانع الحمل والإجهاض
في سنوات فرانثيسكو فرانكو، كان الحظر المفروض على بيع موانع الحمل كاملًا وصارمًا، على الأقل من الناحية النظرية، ذلك على الرغم من أن إدخال حبوب منع الحمل المركبة عن طريق الفم قد جلب موانع الحمل إلى ما لا يقل عن نصف مليون امرأة إسبانية بحلول عام 1975. رُفِع الحظر المفروض على وسائل منع الحمل في عام 1978، ولكن لم تُتَّخذ أي خطوات لضمان استخدامها بأمان أو بفعالية. لم تقدم المدارس أي دورات في التربية الجنسية، ولم توجد مراكز تنظيم الأسرة إلا حيث كانت السلطات المحلية على استعداد لدفع ثمنها. كانت نتيجة تخفيف القيود الجنسية، جنبًا إلى جنب مع مستوى عالٍ من الجهل بالتكنولوجيا التي يمكن استخدامها كبدائل، هي زيادة في عدد حالات الحمل غير المرغوب فيها، ما أدى إلى مشكلة السياسة الثانية: الإجهاض.
كانت عمليات الإجهاض غير القانونية شائعة إلى حد ما في إسبانيا حتى في ظل الديكتاتورية. قدر تقرير حكومي صدر عام 1974 وجود نحو 300000 حالة إجهاض كل عام. في وقت لاحق، ارتفع العدد إلى نحو 350000 سنويًا، ما أعطى إسبانيا واحدة من أعلى نسب الإجهاض للولادات الحية بين الدول الصناعية المتقدمة. ظل الإجهاض غير قانوني في إسبانيا حتى عام 1985، بعد ثلاث سنوات من وصول الحزب الاشتراكي العمالي الإسباني (بي إس أوه إي اختصارًا) إلى السلطة على برنامج انتخابي وعد بالتغيير. على الرغم من ذلك، فإن القانون لم يجز الإجهاض إلا في حالات معينة. في القانون الرئيس 9/1985، الذي اعتُمِد في 5 يوليو 1985، قنن الإجهاض المستحث في ثلاث حالات: خطر شديد على الصحة الجسدية أو العقلية للمرأة الحامل، وحالات الاغتصاب، والتشوهات أو العيوب الجسدية أو العقلية في الجنين. في النهاية، أصبحت قوانين الإجهاض أكثر حرية في عام 2010، مع السماح بالإجهاض عند الطلب خلال الأشهر الثلاثة الأولى للحمل.